# Общество апостольской жизни
Общество апостольской жизни (лат. Societas vitae apostolicae) в Католической церкви — институт, объединяющий верующих, и устроенный по принципу монашеских орденов и конгрегаций. При этом для членов Общества апостольской жизни принесение монашеских обетов необязательно. Ранее они назывались также «обществами совместной (или общинной) жизни».
Согласно Кодексу канонического права члены такого общества «осуществляют свойственную ему апостольскую миссию и, ведя совместную братскую жизнь, стремятся к совершенству христианской любви».
Каждое общество обладает своей собственной конституцией. Члены общества должны проживать в специальной обители, устроенной согласно нормам общества и канонического права церкви. Управление внутренней жизнью общества является прерогативой его руководителей и руководителей соответствующих подразделений, в то время как в вопросах общественного богопочитания члены обществ апостольской жизни подчинены епархиальному епископу. Высшим руководящим органом, регулирующим деятельность данных обществ, является одна из конгрегаций Римской курии — Конгрегация по делам Институтов Посвящённой Жизни и Обществ Апостольской Жизни. Канонические законы, относящиеся к обществам апостольской жизни, собраны в статьях 731—755 Кодекса канонического права.
Общества апостольской жизни начали возникать в XVI—XVII веках, как институт, способный объединить для конкретного служения в рамках церкви как монашествующих, так и мирян. Наиболее известные общества: ораторианцы, лазаристы, дочери милосердия, сульпициане, паллотинцы.